# 난나 바이니오
{{배드민턴 선수 정보
| 이름 = 난나 바이니오
| 본명 = 
| 그림 = [[파일:Nanna_Vainio.JPG|250px
| 그림 설명 =
| 국적 =  핀란드
| 이전 국적 =
| 출생일 = 1991년 5월 29일(33세)
| 출생지 =핀란드, 타미사리
| 사망일 = 
| 사망장소 =
| 신장 = 1.70 m (5 ft 7 in)
| 체중 = 60 kg (132 lb)
| 별칭 = 
| 별명 = 
| 학력 = 
| 웹사이트 = 

| 국가 =  핀란드
| 종목 = 배드민턴
| 세부종목 = 단식, 복식
| 데뷔 = 
| 선수활동 = 
| 소속팀 =
| 코치 = 
| 사용손 = 
| 주무기 = 
| 은퇴 =

| 남자단식 = 
| 여자단식 = 
| 남자복식 = 
| 여자복식 = 
| 혼합복식 =
| 세계선수권대회 = 
| 올림픽 = 
| 지역대회 =
| 국내대회 =
| 최고랭킹 = 
| 기록일 =
| 세계 = 
| 국내 =
| 메달틀 =

|-
!  핀란드

|-
! 여자 배드민턴
}}
난나 바이니오(핀란드어: Nanna Vainio, 1991년 5월 29일 ~ )는 핀란드의 여자 배드민턴선수이다.